# Erik Ölmebo
Erik Alfred Fritiof Ölmebo, född 16 maj 1907 i Åhm i Ölme, död 4 januari 1997 i Karlstad, var en svensk målare och tecknare.

## Biografi
Ölmebo avlade realexamen i Kristinehamn med stora A i teckning. Hans lärare ansåg att han borde fortsätta sin utbildning men ekonomin satte hinder för vidare utbildning. Med hjälp av medel från en studiestipendfond kunde han söka in till Högre konstindustriella skolan i Stockholm, men när sista året skulle påbörjas drogs stödet in. Han fick då ett erbjudande av Carin Carlsson att på tre dagar dekorera Gröna Lyktans mässrestaurang till Kristinehamnsmässan 1937. Lönen för detta arbete blev en grundplåt att rädda sista året på konstindustriella skolan. Efter avslutad skolgång 1938 anställdes han som volontär vid annonsbyrån Svea i Stockholm, 1943 började han på Rygårds annonsbyrå men flyttade redan 1944 över till Gumælius nyöppnade kontor i Jönköping. 1953 anställdes han som ateljéchef vid Svenska telegrambyrån i Karlstad, där han verkade fram till pensioneringen 1972.
Som stafflimålare ansåg han sig vara autodidakt och han började med denna form av konstutövning på lediga stunder först i 40-årsåldern. 
Bland hans offentliga arbeten märks en affisch för Marshallhjälpen 1952, huvudaffischer för De Blinda, turistaffischer för Visby och Gotland, 18 meter vägg-glasmålningar till Kronobergskällaren i Stockholm och skisser för utsmyckningen av två Sara-restauranger i Stockholm.
Ölmebo är representerad vid Värmlands museum, Säffle kommun och Wärmlands Enskilda Bank.

### Fotnoter
1. ↑  ”ERP: Samarbete för Frederihet-Högre Levnadsstandard | Peace Palace Library” (på amerikansk engelska). www.peacepalacelibrary.nl. Arkiverad från originalet den 12 juli 2017. https://web.archive.org/web/20170712170428/https://www.peacepalacelibrary.nl/imagecollection/erp-samarbete-for-frederihet-hogre-levnadsstandard/. Läst 26 december 2017.